# استفتاء اتفاقيات ماتينيون الفرنسية 1988
استفتاء اتفاقيات ماتينيون الفرنسية 1988 تم إجراء استفتاء على اتفاقيات ماتينيون بشأن كاليدونيا الجديدة في فرنسا في 6 نوفمبر 1988. تمت الموافقة على الاتفاقيات من قبل 80٪ من الناخبين، على الرغم من أن المشاركة كانت 36.9٪ فقط. في كاليدونيا الجديدة تمت الموافقة عليه من قبل 57٪ من الناخبين.
وجاء نص الاستفتاء كما يلي:
"Acceptez-vous de permettre aux Habits de la Nouvelle-Calédonie de voter pour l'autodétermination en 1998؟"
"هل توافق على السماح لسكان كاليدونيا الجديدة بالتصويت لتقرير المصير في عام 1998؟"